# Живота Панић
Живота Панић (Горња Црнишава, код Трстеника, 3. новембар 1933 — Београд, 19. новембар 2003) био је генерал-пуковник Југословенске народне армије и Војске Југославије. Био је последњи вршилац дужности Савезног секретара за народну одбрану СФРЈ и последњи Начелник Генералштаба ЈНА. Од 8. маја 1992. до 26. августа 1993. године био је први Начелник Генералштаба Војске Југославије.

## Биографија
Живота Панић је рођен 3. новембра 1933. године, у селу Горња Црнишава, код Трстеника. У ЈНА је ступио 1. августа 1952. после завршене Школе за активне тенковске официре „Петар Драпшин“. Завршио је Вишу војну академију Копнене војске ЈНА, Ратну школу ЈНА и Школу општенародне одбране. У чин генерал-мајора унапређен је 1981, генерал-потпуковника 1987. и генерал-пуковника ЈНА ванредно 1991. године.
Обављао је бројне дужности у оклопно-механизованим јединицама. Налазио се на месту команданта Оклопног батаљона, начелника Штаба и заменика команданта 329. самосталне оклопне бригаде, команданта 42. оклопног пука и команданта 51. механизоване бригаде. Био је и командант Шеснаесте пешадијске дивизије, начелник Штаба и заменик команданта Прве армијске области, заменик Начелника Генералштаба ЈНА задужен за Копнену војску ЈНА, командант Прве армијске области и заменик Начелника Генералштаба ЈНА.
Вршилац дужности последњег Савезног секретара за народну одбрану СФРЈ био је од 8. маја до 14. јула 1992. године. Вршилац дужности последњег Начелника Генералштаба Југословенске народне армије био је од 27. фебруара до 8. маја 1992. године, да би у периоду до 26. августа 1993. године обављао дужност првог Начелника Генералштаба Војске Југославије.
Професионална војна служба престала му је 31. децембра 1993. године, у чину генерал-пуковника ВЈ.
Преминуо је 19. новембра 2003. године у Београду. Сахрањен је на Централном гробљу у Београду.

## Одликовања
Генерал Живота Панић је одликован Орденом за војне заслуге са великом звездом, Орденом југословенске заставе са златним венцем, орденима народне армије са златном звездом, Орденом народне армије са сребрном звездом, те са више других војних одликовања.